# Valentina Novikova
Valentina Novikova, née le 5 janvier 1984, est une fondeuse russe active depuis 2002.

## Palmarès

### Championnats du monde
| Épreuve / Édition | Oslo 2011 |
| 10 km classique   | 21e       |
| 15 km poursuite   | 26e       |
| 30 km libre       | 17e       |
| Relais 4 x 5 km   | 6e        |

### Coupe du monde
- Meilleur classement au général : 34e en 2010.
- Meilleure performance individuelle : 6e au 10 km poursuite de Rybinsk en 2011.
- 1 podium en épreuve collective.